# Laura Peredo
Laura Gabriela Peredo Torres (27 de junio de 1986) es una luchadora mexicana de lucha libre olímpica. Participó en el Mundial de 2013 consiguiendo la 17.ª posición. Ganó dos medallas de bronce en Campeonato Panamericano, de 2013 y 2016. 